# Luva de goleiro

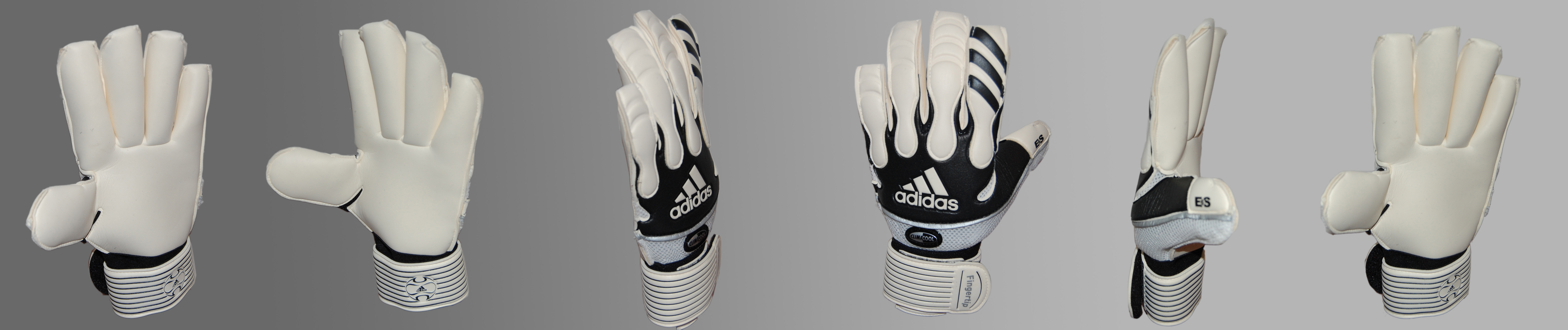

Uma luva de goleiro é um equipamento esportivo utilizado pelos goleiros nas partidas de futebol. Elas foram ganhando popularidade na decada de 1970 com a Reusch e varias marcas surgiram: Uhlsport, Adidas, Nike, Reebok, Penalty, entre outras e cada vez mais estilosas.
Todos os jogadores estão autorizados a usar luvas, mas os goleiros usam luvas especializadas, que ajudam-no a obter melhores performances e a proteger as mãos.

## História
Consoante os livros “Who Invented the Bicycle Kick?”, dos jornalistas Paul Simpson e Uli Hesse, lançado em 2013, e “Tor!”, de Uli Hesse, o primeiro goleiro a usar luvas foi o alemão Heiner Stuhlfauth, que defendeu o Nuremberg e também a Seleção da Alemanha na década de 1920. O livro “Tor!” reproduz uma frase Heiner: “Quando estava chovendo, eu usava luvas de lã áspera e a bola molhada se prendia muito melhor nas minhas mãos. A vida me ensinou que não dá para pegar uma enguia com as mãos nuas”. Na mesma época, o arqueiro espanhol Ricardo Zamora também entrava em campo usando luvas de lã, mas alguns relatos dão conta de que Zamora via o uso das luvas mais como objeto de vaidade do que como um item de jogo propriamente dito.
No Brasil, o primeiro goleiro lembrado por usar este recurso é Jaguaré Bezerra de Vasconcelos, o Dengoso, ainda na década de 1930. Considerado um dos ídolos da história do Vasco da Gama, ele trouxe a inovação após sua passagem pelo futebol europeu durante os anos 30. Conforme conta Paulo Guilherme, autor do livro “Heróis e Anti-Heróis da Camisa 1”: “Na sua estreia na Europa, Jaguaré usou luvas feitas de couro. Só que ele não estava preocupado com a melhora de seu rendimento, apenas não estava acostumado com o frio”.
Conforme relata o Guia dos Curiosos, do jornalista Marcelo Duarte, "de acordo com registros do Escritório de Patentes da Alemanha, a primeira patente de luvas para goleiros foi pedida por William Sykes. Segundo o projeto, elas seriam feitas de couro, com camadas de borracha indiana, para proteger as mãos do goleiro. A ideia, porém, nunca saiu do papel".
Em 1934, o empresário alemão Karl Reusch fundou uma marca com seu sobrenome e começou a produzir luvas especializadas para a função. Porém, a marca só começou a tornar-se famosa e a popularizar-se em 1966, após ser usada pelo goleiro Wolfgang Fahrian, do 1860 Munique.
Antes da década de 1970, porém, as luvas raramente eram usadas, exceto em condições de tempo muito adversas, como um frio extremo, por exemplo. Só para se ter uma ideia, na Copa do México, em 1970, o goleiro brasileiro Félix, que não estava tão adaptado assim ao novo acessório, jogou todas as partidas, exceto a final, sem luvas. “Na final, os jogadores queriam que ele mantivesse a tradição que vinha dando certo, mas Félix resolveu provar para o mundo que sabia jogar de luvas também”, narra o jornalista Paulo Guilherme.
A partir da década de 1970, tornou-se cada vez mais incomum ver um goleiro sem luvas. Um dos poucos exemplos que se pode citar de um jogo em que um goleiro não usou luvas a partir de então foi na partida de Portugal contra a Inglaterra no torneio da Euro 2004, quando o goleiro português Ricardo decidiu remover suas luvas durante a disputa de pênaltis.
Na década de 1980, as luvas passaram a ganhar maior atenção, e desde então foram feitos avanços significativos em seu design, que agora apresentam protetores para evitar que os dedos se curvem para trás, segmentação para permitir maior flexibilidade e palmas feitas de materiais projetados para proteger a mão e melhorar a aderência. As luvas estão disponíveis em vários cortes diferentes, incluindo "palma chata", "dedo em rolo" e "negativo", com variações na costura e no ajuste.